# ファイナルファンタジーIV THE AFTER 月の帰還
『ファイナルファンタジーIV ジ・アフター -月の帰還-』（ファイナルファンタジーフォー ジ・アフター つきのきかん、FINAL FANTASY IV THE AFTER -月の帰還-、略称: FFIVTA、FF4TA）は、日本のスクウェア・エニックスより配信されているコンピュータRPG。携帯電話向けアプリとして配信された後、家庭用ゲーム機への移植が行われた。

## 各機種への移植略歴
2008年2月18日にiアプリ（ドコモ）版に続いてEZアプリ（au）版、S!アプリ（ソフトバンクモバイル）版も配信が開始された。
2009年7月21日には、Wiiウェア版が『ファイナルファンタジーIV ジ・アフターイヤーズ -月の帰還-』（FINAL FANTASY IV THE AFTER YEARS -月の帰還-）のタイトルで配信開始された。
2011年3月24日発売のPlayStation Portable用ソフト『ファイナルファンタジーIV コンプリートコレクション』（FINAL FANTASY IV Complete Collection FINAL FANTASY IV & THE AFTER YEARS）に移植された。『FFIV』および2作を繋ぐシナリオ「ファイナルファンタジーIV - インタールード - (FINAL FANTASY IV - Interlude -)」も追加収録された。
2013年11月25日よりiOS/Android用に、3Dリメイク版の配信開始。2015年には海外のみでWindows同移植版がSteamで配信されている（日本語は収録されていない）。

## 概要
『ファイナルファンタジーIV』の外伝で、舞台は本編の後の時代。セシルとローザの息子セオドアが主人公となり、彼を中心に物語が展開される。
本作品には、前作のキャラクターやそれに関わりのある新キャラクターも登場し（ヤンの娘アーシュラ等）、物語を盛り上げている。ジャンルはRPG。基本的なゲームシステムやグラフィック、音楽などはSFC版（GBA版）の『IV』本編を踏襲したものとなっているが、月齢やバンド等、本作品独自のシステムも盛り込まれている。フィールドやダンジョンなどのマップは基本的に前作と同じである他、前作と共通の外見や特徴を持つモンスター、オマージュと思われるイベントなどもある。
タイトルロゴには「2つの月」が描かれている。
携帯アプリ版は序章と、それぞれのキャラクターをメインに据えたシナリオ（章）を個別に配信していくという形となっており、各章は有料でダウンロードできるようになっている（序章のみ無料）。序章を含め11章が配信されている。2008年12月24日配信開始（iアプリ版）の終章・後編で完結。
Wiiウェア版は2009年6月より北米、欧州で先行して配信され、遅れて同年7月に日本でも配信開始された。携帯アプリ版における「序章」「セオドア編」「カイン編」が「本編」に統合され、同じく「終結編」「終章・前編」「終章・後編」といった終盤のストーリーは「真月編」（2009年9月29日配信開始）に統合されている。
開発はマトリックスが行い、エグゼクティブプロデューサーは時田貴司が、イメージイラスト及びキャラクターイラストはオグロアキラが、ドット絵は渋谷員子が担当している。また、天野喜孝も一部イメージイラストを手がけている。音楽は仲野順也が担当した。
2010年12月時点で、450万ダウンロード（有料版のみ）を突破した事が発表されている。
PSP版では、配信された全てのシナリオが1本のパッケージにまとめた形で発売された。グラフィックがリニューアルされており、新たにオープニングムービーが追加されている。また、PS版『FFI』、『FFII』同様にギャラリーモードが搭載されている。
スマートフォン版およびWindows版はDS版『FFIV』同様フル3D化されている他、条件次第で永久離脱してしまうキャラクターが離脱しなくなる等の他、セーブデータの仕様変更などの変更点が施されている。

## 登場キャラクター

### プレイヤーキャラクター
フルネームについては前作では細かに設定されていたが、結婚・継承などによる変化や各子供のフルネームについては曖昧なものが多いので、明確な者以外は掲載しない。
前作からの人物に関するアビリティなどは基本的に引き継いでいるが、一部は時間の流れとともに変化している。また『THE AFTER』で新規に登場する人物は、親もしくは師匠などのアビリティを継承する形を取っている。

#### 『THE AFTER』で新登場のプレイヤーキャラクター
主に新世代のキャラクターが多い。セオドアとルカ以外は各シナリオをクリアしてデータを引き継がなければ終章（真月編）で仲間に出来ない。各自のフルネームは不明。
セオドア（Ceodore）
声 - 下野紘（『ディシディア ファイナルファンタジー オペラオムニア』）
『THE AFTER』及び序章・セオドア編・カイン編からなる本編の主人公。バロン国王セシルと王妃ローザの息子。ゴルベーザの甥。月の民の末裔で、月の民の血と青き星の血を受け継ぐクォーター。ジョブは王子→赤き翼（PSP版は赤い翼）。英雄を父に持つがゆえに周囲の期待に思い悩むが、次第に戦士として成長していく。
右利き。物理攻撃もさることながら、回復・補助を主体とする「しろまほう」や、月の民の力が目覚めて全能力が一時的に上昇する「かくせい」など、血筋に由来するアビリティを有する。ただし「かくせい」は一戦闘に一回しか使えない上、効果が終わると瀕死になってしまうというリスクがある。
父セシルに比べると装備の幅が広く、白魔導士の装備である杖を装備できるほか、前作ではカインのみが装備できた槍を装備できる。
ルカ（Luca）
リディア編で初登場。ドワーフ王ジオットの一人娘で、赤い髪に褐色の肌のやや小太りな体型。前作の縁でシドに師事しており、飛空艇の操縦技術やメンテナンスをマスターしている。本編でも登場するが、プレイヤーキャラクターとしては『THE AFTER』が初となる。
右利き。「しらべる」や後列から大ダメージを与えられる「とうてき」のアビリティを持つ。
カルコ（Calca）&ブリーナ（Brina）
リディア編で初登場。ルカが大切にしていた人形。前作では敵として操られ壊されてしまったが、本作ではルカが施した修理と改造によって自律可能なロボットとなっており、共に戦闘に参加する。
両方とも右利き。カルコが「おどる」のアビリティ、ブリーナは「ダンス」のアビリティを持ち、それぞれ敵味方にランダムの作用がある。普段は少年と少女の人形だが、一定の操作をすると、前作でのボス戦における合体時の姿も見ることができる。
リディア編の中盤で謎の少女との戦いで故障してしまい、最終的に破壊されたファルコンの修理パーツにする決断を迫られる。ただし、特定のアイテムがあればそれをパーツに使うため、終章（真月編）でも仲間として使えるようになる。iOS版では特定アイテムなしでも必ず終章で使えるようになっている。
アーシュラ（Ursula）
声 - 上田麗奈（『ディシディア ファイナルファンタジー オペラオムニア』）
ヤン編で初登場。ファブール国王ヤンの一人娘で第一王女。ジョブは王女→モンク。父のようなモンクになりたいと願い、修行を重ねている。
両利き。敵全体を攻撃する「けり」に加えて味方単体のHPを回復する「チャクラ」のアビリティを持つ。当初はヤンには稽古をつけてもらえなかったが、理由はアーシュラに「優しさ」を知ってほしかった様子。ヤン編の終盤、仲間のモンク僧を救うべく敵の弱点を突く「てんけつ」を覚え、晴れて父の弟子として認められた。
名付け親はセシルである。アーシュラ誕生時にとある理由から妻ローザと同席していて、ヤン夫妻からの願いを受けて名付け親となった。その名前には「聖なる少女」という意味がある。
レオノーラ（Leonora）
声 - 荒川美穂（『ディシディア ファイナルファンタジー オペラオムニア』）
パロム編で初登場。パロムから黒魔法を習う事になったトロイアの神官見習い（パロムより年上）で、控えめでおっとりとした性格。
右利き。「しろまほう」「くろまほう」のアビリティを持つ。最終的に今作で最多の魔法を取得できる。ただし白魔法は全て修得できるが、黒魔法はバイオ、ブレイク、クエイク、トルネド、デス、メテオは修得できない。またパロム、ポロムと比べて上級魔法を覚えるのが遅い。
実は前作のエンディング(ポロム編の序盤)でパロムから自慢話を聞かされていた女の子こそがレオノーラであったことが、パロム編の終盤で明らかになる。
エブラーナ四人衆
エッジ編で初登場する上忍達。エブラーナ国王エッジに代わり世界各地に密偵に赴くが、戦闘不能になると死亡して以後のシナリオでは使えなくなってしまう。
ゲッコウ（Gekkou）
「火のゲッコウ」と呼ばれる男。リーダー格であり、屈強で義に厚い。ホブスの山の西にある隕石落下跡に赴く。右利き。火炎系の「にんじゅつ」と「しゅりけん」のアビリティを持つ。武器は斧・ハンマー。
彼のみ偵察に変装を用いない。また、偵察中の終盤で謎の少女に対する選択肢を誤ると強制的に死亡する。iOS版では必ず生き残る為、選択肢自体がなくなった。
ザンゲツ（Zangetsu）
「雷のザンゲツ」と呼ばれる老人。雷系の「にんじゅつ」と「おおだこ」のアビリティを持つ。ドワーフの城に兵士に変装して赴く。右利き。武器は槍。「おおだこ」はカインのジャンプに近い性能。
イザヨイ（Izayoi）
「水のイザヨイ」と呼ばれる妖艶な「くノ一」。冷静沈着な性格。トロイアの町（後に塔）に神官見習いに変装して赴く。右利き。水系の「にんじゅつ」と「げんわく」のアビリティを持つ。武器は鞭。回復と援護をこなす。
ツキノワ（Tsukinowa）
「風のツキノワ」と呼ばれる少年忍者。ミシディアの町に「ラパン」という少年に変装して赴く。両利き。風系の「にんじゅつ」と「ぬすむ」のアビリティを持つ。武器は忍刀。素早い。

ハル（Hal）
ギルバート編で初登場。ダムシアン国王ギルバートの秘書官。かつては学者を志していた。
右利き。「みやぶる」と「ぜになげ」のアビリティを持つ。前作での戦いについて自分なりに調べた知識を有しており、ゴルベーザのことなども知っている模様。

#### 謎の味方
それぞれセオドアとリディア組に手を貸してくれる謎の人物。その正体は2人とも前作で操られたが故にセシルと敵対した男達である。本作でその償いを果たそうとする。
謎の男
セオドア編とカイン編に登場するターバンを巻いた流浪の剣士。モンスターに苦戦していたセオドアを助けて彼と合流。以降行動を共にする。セオドアがセシルとローザの息子だと聞いた時は驚いていたが、未熟なセオドアをフォローする姿も見られる。目的は「元バロンの竜騎士」を倒す事。
アビリティは使えず主力は「たたかう」とセオドアとのバンド技のみ。一方で左利きや金髪などカインを思わせる特徴を持ち、シドやローザ、ポロムといった人物には薄々カインではないかと思われていた。
カイン編（本編）の終盤、試練の山で分裂した善のカインである事が判明。一対一で悪のカインと闘い、その戦いの最中、再び「ジャンプ」を使えるようになる。更に悪の心を自らの一部として受け入れる。
カイン・ハイウインド（Cain Highwind）
セシルの親友で、かつてはバロン王国の竜騎士であった男。自らの心の弱さを克服すべく試練の山へ篭って以降、行方知れずになっていた。試練の山でかつてのセシル同様善と悪の姿に分かれてしまうが、セシルがその場で決着がついたのに対し、カインは悪の自分に敗れ、結果両者が分かれたまま行動する事になってしまった。
カイン編（本編）の前半、ヤン編、ポロム編に出てくるカインは悪カインである。悪カインはセシルを殺すべく行動しており、謎の少女に「クリスタルを集めてくればセシルに会わせてやる」と言われ、クリスタルを奪うべく暗躍する。クリスタルを全て集めた後、セシルを殺すべくバロン城へやって来るが、追いかけてきた謎の男＝善カインと一対一で闘って打ち倒され、善カインに吸収される。
悪カインは前作のカインに近い姿と性能を持つ。これは前作でのセシルと同じく、「悪=全身甲冑、善=素顔」という処置。
聖竜騎士カイン
悪の心を受け入れたカインがクラスチェンジした姿。セシルがパラディンになったのと似た現象らしい。アビリティは「ジャンプ」に加えて新たに「しろまほう」が追加。装備の幅も増え、エクスカリバーやラグナロクといった聖属性の剣も装備可能。白魔法はヘイストなどサポート系の物が多い。

黒衣の男
リディア編で初登場。黒髪で大剣を背負った大男で、裸足。危機に陥ったルカ、リディアの2人を助けた後、集結編ではリディア達と行動を共にし、各地の仲間達を救出する。その後、終章（真月編の後半）で正体を現す。
ゴルベーザ（Golbeza）
前作で、ゼムスに操られ蒼き星に戦乱を巻き起こしたセシルの兄。前作のHPは「2943（「憎しみ」の語呂合わせ）」だったが、今作のHPは後半まで「2971（「償い」の語呂合わせ）」のまま上がらない。
月の民編の主人公。容姿は黒衣の男と変わらないが銀髪。攻撃を主体とする「くろまほう」や敵の動きを封じる「いあつ」など、前作でゴルベーザが使った能力の他、攻撃を自分に引き付ける「ひきうける」のアビリティも持っており、セシルとの共通性もある。
本名はDS版で「セオドール」と設定されたが、DS版をプレイした事のないユーザーへの配慮の意味で、今作においても「ゴルベーザ」のままである。
左利き。装備の幅は広く、多くの武器防具を身に着けることができる。月の民編では前作での彼を戦闘シーンのみ操作できるが、ここでアイテム欄を調べると、前作で持っていた剣が漆黒の剣と判明する。
終章前編の暗黒騎士戦では、パーティメンバーによっては死亡してしまう。
月の民編の終盤にて、前作のセリフ「いいですとも!」を見ることができる。

#### 引き続いて登場するキャラクター
セシル（Cecil）
前作の主人公。セオドアの父で、バロン国の王兼月の民の血を引く（ハーフ）聖騎士。国民の信頼厚い名君である。今作でも「しろまほう」「かばう」のアビリティを持っている。
セオドア編（本編）の序盤、謎の少女からローザとシドを逃がすが、直後に敵に回ったバハムートに敗北する。その後は謎の少女によって操られて奇行を取るようになるも、集結編で救い出される。
終章前編では抜け殻の状態になっているためアビリティやバンドは使えない。後半にてカインと同様に、自身の悪の心である暗黒騎士と戦い、倒すことで元に戻る。
ローザ（Rosa）
前作のヒロイン。バロン王国王妃である白魔導士でセオドアの母。色々悩みを抱えるセオドアの身を案じている。今作でも「しろまほう」「ねらう」「しゅくふく」のアビリティを持つ。
リディア（Rydia）
ミストの村の召喚士。幻獣王と王妃から幻界から離れるように言い渡されたため地上に戻っており、今はミストの村の復興に尽力している。
「くろまほう」「しょうかん」のアビリティを持つ。ただし、今作ではある事情から途中まで召喚魔法を使えない（アイテムによって取得するものは別）。
エッジ / エドワード（Edge / Edward）
エブラーナ国王。配下からは「お館様」と呼ばれる。リディアに対する想いを抱き続けており遠く離れたミストの村の復興に尽力している。
「にんじゅつ」「なげる」のほか、「ぶんどる」のアビリティを持つ（前作の「ぬすむ」は使えない）。エドワードが本名で、エッジは愛称兼通称・自称。
自分の力に自信を持つところは前作と変わらないが、配下の4人衆に対して命を粗末にしないよう戒めるなど、エブラーナ国王として大局的な考え方や周囲への気配りを怠らない慎重な性格に成長しており、若い頃の熱し易い性格や後先考えないや猛進ぶりは鳴りを潜めている。
シド・ポレンディーナ（Cid Pollendina）
バロン王国の飛空艇技師。年老いてもなお現役。セオドアの祖父代わりでもある。
「しらべる」や、ミスは多い代わりに当たれば大ダメージを与える「しかける」のアビリティを持つ。
ヤン（Yang）
ファブール国王にしてモンク僧筆頭。相変わらず妻には頭が上がっておらず、戦後生まれた一人娘アーシュラの身を案じている。
「ためる」「けり」のほか、仲間の代わりに攻撃を受け反撃する「ぼうげき」のアビリティを持つ。
パロム（Palom）
賢者テラに憧れ、賢者を志すミシディアの黒魔道士。幼少期のやんちゃさは消えたものの反抗期らしく、斜に構えて頭脳の明晰さのままに大人のミスや曖昧さを遠慮無く指摘・糾弾し、思ったこともずけずけと言う捻くれた性格になっている。いつまでも自分を子供扱いするポロムや説教の多い長老に辟易しており、狭いミシディアを出て広い世界に出たいと願っている。こうと決めたら即行動する様子は、エッジをして昔の自分のようだと思わせるほど。幼少のころから変わらない魔術の天才ぶりに加え、戦闘力ではかなわない謎の少女に対しては詭計を駆使して死地を脱するしたたかさも見せる。
「くろまほう」の才能は卓越した物があり、前作の「つよがる」は使えなくなったが、代わりにパロムの知性を上げつつ敵の動きを封じる「はったり」のアビリティを持つ。
前作においてポロムとの連携で発動できた「ふたりがけ」は、今作ではバンド技として用意されているものの、使用できるのは幼少期だけで、成長後は使えなくなっている。終章前編のイベントによって再度「ふたりがけ」を使えるようになる。
成長してからはセシルのことを名前で呼ぶようになったが、咄嗟の時には昔の地が出て「あんちゃん」と呼んでしまう。
ポロム（Porom）
ミシディアの白魔道士で、ポロムの双子の姉。前作では茶髪であったが、今作ではピンク色の髪になっている。
老齢の長老を支え、ミシディアの魔法を守護している。成長して外の世界に飛び出していこうとする弟を心配したしなめつつも、内心は弟に置いて行かれるのではないかと思い、今の自分の立ち位置について思い悩んでいる。前作では山の手言葉風なしゃべり方をしていたが、成長した本作ではごく普通のしゃべり方をしている。
「しろまほう」「いのる」のアビリティを持つ。
ギルバート（Gilbart）
商業国家ダムシアンの国王。バロン王国と協力し、世界の経済を保ち、前作で被害を受けた国や村の復興支援を行っている。
かつての臆病な性格から大きく成長しており、巧みな話術や「ひそひ草」を用いてセシルが何者かに操られていることや、バロンがダムシアン攻撃を企んでいることを看破するなど、知恵に長けた策士としての一面を垣間見せている。セシルが復活するまでは、パーティー全体のリーダー格として活躍することになる。
アビリティは「うたう」「くすり」に加え、前作における「かくれる」は「うかがう」という名に変わっており、瀕死になっても勝手に隠れる事がない。アビリティの効果はDS版『FFIV』に準拠している。装備は竪琴だが、今作では種類も大幅に増え、また特殊効果もより発動しやすくなっている。

#### サブキャラクター
各ストーリーで手を貸すも、最終的に離脱するキャラクター。
ビッグス
セオドア編の序盤で登場。赤き翼（PSP版は赤い翼）の隊長。「くろまほう」を使う。飛空艇団に入隊したセオドアに対しては、王位継承者としてではなく未熟な新兵として辛辣に接し厳しく育てる。
ウェッジ
セオドア編の序盤で登場。「しろまほう」を使う。未熟なセオドアを心配しビッグスの厳しい態度をフォローする役目を担う。ビッグス同様スタープレーヤー。
なお、前作には彼ら2人の名前は登場しないが、本作では前作のオープニングに登場していた名無しの隊員達のうち2人が彼らだったとされており、小説版『FFIV』でもその設定が反映されている。
黒魔導師&白魔導師
セオドア編の序盤とポロム編で登場。それぞれの魔法でパーティをサポートする。黒魔導師は戦闘不能になると「FC版FF3」の魔人のように体が消えて帽子とローブだけになってしまう。白魔導師はメニューアイコンでは後ろ向きになっており、顔が分からない。
モンク僧A・B・C
ヤン編に登場。ファブールのモンク。「けり」のアビリティを持つ。
衛兵A・B・C
ギルバート編で登場。ダムシアンの兵士でギルバートを護衛する。
ミシディアの長老 / ミンウ
引き続きミシディアの指導者として登場。今作では老齢のためか、体を病んでいる模様。ポロム編では戦闘で彼を操作できる。アビリティは「しろまほう」のみ。
フースーヤ
引き続き登場する純血の月の民。ゴルベーザとセシルの伯父（父親の兄）でセオドアの大伯父。月の民編でゴルベーザと行動を共にする。

### 敵キャラクター
謎の少女 / マイナス
流星に乗って青き星に飛来し、各地のクリスタルを集める謎の存在。リディアによく似た外見をしている。同一の容姿をした者たちが無数にいて、一人称も複数形である。強力な召喚魔法や白黒の魔法を操り、中盤までは圧倒的な強さを見せる。青き星の住人を「劣等種」と呼び、自分の名前や目的も明かそうとはしない。セシルを洗脳して操り、悪カインにクリスタルを集めさせる。
その正体は、クリエイターによって作られた進化の実験体「マイナス（複数形は「マイナデス」）」で、真月の中心部で大量に培養・収容されている。彼女らの役割は、自らは動けないクリエイターの代行者として、その星の歴史が記録されたクリスタルを集めることである。
クリエイターの手足であるがゆえに無感情で機械的であったが、クリエイターが暴走・崩壊をはじめた際は、感情らしきものを見せて一行の脱出の援護をするとともに最後のマイナスであるクオレを「我らの未来」として連れ出すよう頼み、クリエイターに止めのメテオを放つと共に消滅していった。
クオレ
マイナスの幼少体で、真月の深層部にある装置で眠っていたところを起こされる。
戦いの終結後はリディアに引き取られて「クオレ」と名付けられ、ミストの村に迎え入れられた。なお「Cuore」はイタリア語で「心」を意味する。

ゼロムスマインド
月の民編で登場。ゼロムスの思念体で、前作の最終形態と同じ姿。月のクリスタルが砕けたことで封印が解け、月の地下峡谷最深部に出現、ゴルベーザとフースーヤを襲ってくる。
クリスタルの影響からか進化についての考えを述べており、邪悪こそが純粋な進化だという思想を表明している。
クリスタルから再生された者たち
クリエイターが自身の道具とするべくクリスタルの情報から再生された者たちで、終章にてパーティの前に立ちはだかる。いずれも無理やり蘇生された上で、自我を抑制されており、再度の永眠を望んでいる。
これら以外にもシリーズの他の作品のボスも再登場するが、これらはクリエイターが過去に回収した他の星のクリスタルから再生したものとされる。ただし、クリスタルが登場しない『VI』世界のものが再生されていたり、逆にクリスタルが登場する『IX』世界などのものが再生されていない。登場するものは『I』から『VI』に限られ、世界観の繋がりよりもあくまでファンサービスの要素である。ios版には他作品のボスは登場せず、代わりにアドバンス版『FF4』に登場した「ルナ」の名を冠する召喚獣が登場する。
ベイガン（Baigan）
バロン王国の近衛兵長だった人物で、ゼムスの配下だった頃のゴルベーザに洗脳されるとともに魔物に改造された。外見は魔物だが、洗脳の解けた状態で蘇生されており、自分の意識があるうちに倒してほしいことを懇願していた。自分がクリスタルから再生されたこと、再生された者が自分だけでないことを一行に忠告する。
メーガス三姉妹（The Three Magus Sisters）
四天王バルバリシアの側近だった、マグ、ドグ、ラグの3人からなる女魔法使い3人組。黒幕が自分たちを意思の無いコピーとして蘇らせようとしている事、蘇生された者たちは再度倒されることを望んでいることを伝える。
ルゲイエ、バルナバ
四天王ルビカンテの配下だったマッドサイエンティストと、ルゲイエの寵愛する人造人間。ルゲイエはロボット体に改造した姿である。性格はそのままのようでバルナバへの執着も見せているが、無理やり蘇らせたことは不服のようで、黒幕にパーティーの力を見せ付けるよう言い残した。なお、倒した際にゴルベーザがいると、自分の部下となったことで才能を正しく使えずに死んでいったことを哀れんだ様子を見せる。またエッジがパーティにいた場合は他キャラと違ってルゲイエ本人への言及はせず、親の仇を蘇らせた存在(の配下であるマイナス)への怒りを露にする。
エブラーナ王、エブラーナ王妃
ルゲイエによって魔物に改造された上で死亡したエッジの両親。エッジがいるとすぐに自我を取り戻して、立派な国王として成長したエッジと再会できたことに感謝し、彼らに未来を託して自害する。この際にツキノワをパーティに入れていると、彼は国王と王妃には面識がなかったことが判明する。
ゴルベーザ四天王
ゼムスに洗脳されていたころのゴルベーザの腹心。本作ではゴルベーザへの敬意が強調されている。
土のスカルミリョーネ（Scarmiglione）
土の四天王であるアンデッド。会話時は前作での卑劣な面は見られず、葬られた際は「礼を言う。私とてあの大地の生命体の一つ」とむしろ謝礼を述べていた。また、再会したゴルベーザに「醜い私を認めてくださったのはあなただけ」と尊敬の言葉をかけており、自身へ劣等感を抱いていたようである。
水のカイナッツォ（Cagnazzo）
四天王の中でひときわ悪辣さや卑劣さが際立つ水使い。性格の影響か、他の四天王のような倒された際のパーティへの直接の感謝はなく、再び永眠できることに喜ぶ程度である。しかし、ゴルベーザへの敬意はなおも健在であり、彼と再会できたことには感謝していた。
風のバルバリシア（Barbariccia）
四天王紅一点である風使い。本作では誇り高さとゴルベーザへの忠義が前面に押し出されている（前作でも自分たちを裏切ったカインを糾弾するなど、ゴルベーザへの忠誠心をうかがわせる描写はあった）。四天王の誇りから戦闘中に自我を取り戻して自分を止めてくれた一行に礼を述べ、因縁のカインとも互いに武人のような敬意を見せている。ゴルベーザとは再会に深く感謝しており、ゴルベーザも戦闘後に再び葬らなくてはいけなかったことを詫びているなど、強い信頼が描写されている。
火のルビカンテ（Rubicante）
四天王リーダー格で、気高い武人。終章前に集結編にも登場し、洗脳されたイフリートに追い詰められたエッジとリディアの前に幻影として現れて、彼を導いて突破口を気付かせた。本作では仇敵としてではなく「エッジにとっての超えるべきライバル」として描かれている。
真月では、エッジ一人で一騎討ちに望むことができる（任意で選択可能だが、エッジ一人だと戦闘後に特殊な装備が入手できる）。復活早々にクリエイターの支配に抗い、散り際にはエッジが真の強さを得たことに満足しながら彼らに真月を止めることを託し、エッジ自身に「悔しいがまだあんたの方が上」と言わしめた。また、この際も前作どおり戦闘の前後にこちらHP・MPを回復させている。
バブイルの巨人
太古にゼムスが青き星征服のため作り上げた巨大なロボット兵器で、制御装置が再生されて登場する。生命ではなく兵器であるバブイルの巨人の再生は、一行にクリエイターが行っているのが単なる死者の蘇生ではないことを知らしめることとなる。

クリエイター
マイナスたちの主で、全ての事件の黒幕。本作のラストボス。
遥か昔に、高度な文明を築いたものの環境破壊で星を滅ぼしてしまった後、故郷を捨てて巨大な宇宙船「真月」で新たな住処を求めて永い時を放浪し続けた末に生命力低下によって滅亡した一族の最後の生き残りである。過ちを悔い「どう進化すべきだったのか」という一族の悩みを受け継いできた彼は、進化のあるべき姿を探るために、生命の進化を促進させると共にその過程・結果などの情報を記録する「クリスタル」を作って宇宙中の生命の気配がある星にばら撒き、クリスタルを回収した後に進化が失敗したと結論付けた星に住む生命を劣等種と蔑み、星ごと真月で呑み込んでは滅ぼしてきた。ゆえに創造物から「創造主（Creator ）」と呼ばれている。
進化への屈折した負の念は抱いているものの、彼の目的は「進化の実験」その一点のみであり、ゼムスやゼロムスのような純粋な悪の存在ではない。一見悪に見える彼の行動も。全ての命は自分が進化させたことで誕生した「創造物」であり自身の所有物に過ぎないという「神」に等しい考えからであった。しかしその超越的な思想と独善性、そして一方的な破壊行動に憤るパーティ一行と対立することになる。
途方もなく延命を続けてきたため、生命体としてはすでに限界を超えており、巨大な機械の外骨格で脳や肉体への化学変化を制御していた。しかしパーティー一行との戦いで外骨格を壊されたため限界が訪れて暴走を始めてしまい、あらゆるものを取り込みながら肉体が際限なく増殖・肥大化していくとともに、脳に化学変化が及んだことから意識が希薄になっていき、徐々に異形・巨大な肉塊の怪物と化して襲いかかる。
最終的に肉体の増殖と瓦解が同時に暴走して真月深部もろとも崩壊していき、それでもなお一行を執拗に追跡してくる。メンバーとの戦いを通じて心境の変化が生じたのか、暴走の直前にパーティ一行に逃げるよう促しており、一行の追跡を食い止めるために現れたマイナスたちの特効により感謝の言葉を残して崩壊していった。

## 各ストーリーの最高レベル
- セオドア編 - 35（Wiiウェア版では無い）
- リディア編 / ヤン編 / パロム編 / エッジ編 / ポロム編 / ギルバート編 - 40（ただし一部のキャラクターはLv.20）
- 月の民編 - ゴルベーザ45、フースーヤは40
- カイン編（Wiiウェア版の本編） / 集結編 - 50（ただし黒衣の男は55）
- 終章 - 99（ただし携帯版では後編配信まで / Wiiウェア版では月へ向かうまでは60）

iOS版では全編において99である。

## 独自システム

### 月齢
本作品の独自システムである月齢は、月の満ち欠けにより魔法や物理攻撃の威力が変動する。これは味方だけでなく、敵モンスターにも影響する。このため、プレイヤーは出現する敵の性質や味方キャラクターの能力を考えて最も有利な月齢でダンジョン等に挑むことを求められる。例えば、物理攻撃に弱い魔法使い中心のパーティーの場合、物理攻撃が強化される下弦の月で強敵に挑むのは得策と言えず、逆に、セシル・ヤンといったアタッカーが中心の場合、物理攻撃が弱体化する満月では攻撃力に不足することになる。また、一部のダンジョンでは特定の月齢において他とは一線を画する強力なモンスターが出現する場合がある。その情報は街で得られ、ダンジョンに挑む際に聞き込みをしておき、注意しておかないと全滅する可能性が高い。
満月
強化:黒魔法 弱体化:物理攻撃
下弦の月
強化:物理攻撃 弱体化:特殊コマンド
新月
強化:特殊コマンド 弱体化:白魔法
上弦の月
強化:白魔法 弱体化:黒魔法

### バンド
バンドは、キャラクター同士のアビリティを組み合わせて発動させる、いわゆる連携技。使用の際は参加者全員のMPを消費する。イベントによって習得するものもあれば、プレイヤー自身がコマンド入力を試すことによって「発見」しなければならないものもある。数は81種類。
バンド技が発動するには、参加するキャラクター全てのATBゲージが満タンになるまでの時間と、バンド技そのものに必要な待機時間の両方が必要である。威力の大きいバンドほど待機時間も長いため、その間に敵の攻撃を受けてしまうというリスクがある。参加予定のキャラのうち1人でも行動不能になると発動しないため、ハイリスクハイリターンの技となっている。
イベントで覚えたり、発見されたりしたバンド技は登録され、以後は「バンド技」のリストから発動したいものを選ぶだけで使うことができる。
例：バンド技「ホーリーブレード」の発動方法
この技はセシルの「たたかう」コマンドとローザの「しろまほう」コマンドを組み合わせることで発動する。
まず、セシルの行動順が回ってきたときに、「バンド技」を選択し、相方としてローザを選ぶ。するとローザの行動コマンドが表示されるので、その中から「しろまほう」を選んだ上で、「発動」ボタンを押す。ローザのATBゲージがたまり、かつバンド技発動までの待機時間が経過すると、ホーリーブレードが発動する。
なお、以上の操作とは逆に、ローザの行動順でセシルを相方にして「たたかう」コマンドを選んでも発動させることができる。
iOs版
iOs版では仕様が大幅に変更。バンド技の習得、及び使用にコマンドを選択する必要がなくなり、該当キャラをパーティに入れた状態で戦闘すると絆が深まり、一定ポイント溜まればバンド技を習得する。使用はバンドコマンドから直接選んで使用する。また、バンド技を使用したり、パーティに入れたりして更にポイントを貯めれば威力が上昇するようになり、「げんかいリング」なしでもダメージが限界突破する技も増えている。

### チャレンジダンジョン
フリーシナリオ限定で各編をクリアすると、クリア時のステータスで再度攻略することができるが、ここで町や城である人物に話しかけると、オリジナルのチャレンジダンジョンに挑むことができる。このダンジョンには何度でも挑戦することができる。内部には、メインストーリーとは一線を画する強敵が出現することが多く、十分に準備をして挑まなければ全滅する危険が高い。クリア時にはランダムでアイテムを入手できるが、中にはメインストーリーでは手に入らないレアアイテムも存在する。各ストーリーによって、趣が異なるものが用意されている。スマートフォン版ではカットされており、そこで手に入るレアアイテムは真月に行った後、船を降りたところに販売されている。アダマンタイトは各ストーリー中のダンジョンの宝箱に新たに配置されている。
セオドア編・カイン編
強敵が潜むダンジョンを攻略し、最深部にいるボスを倒すとレアアイテムが入手できるもの。
セオドア編はセオドアと謎の男の2人、カイン編はカイン、セオドア、ローザ、シドの4人で挑戦する。
Wiiウェア版ではセオドア編が本編に吸収されており存在しないが、セオドア編のボスは本編のチャレンジダンジョンで戦うことができる。
リディア編
セオドア編・カイン編と同様、強敵の出るダンジョン。リディア、ルカの2人で挑戦する。
内部は極めて広く、強制エンカウントも多いため、攻略に時間がかかる。
ヤン編
一本道のダンジョンを進むもの。内部の敵は強力だが、最深部では必ずレアアイテムを入手できる。
ヤン・アーシュラの2人で挑戦する。
パロム編
9種類のマップのうちランダムに出現する3種類のマップを攻略後、最深部のボスを倒せばクリア。
パロム、レオノーラの2人で攻略する。
エッジ編
クリアするまでの時間によってレアアイテム入手の確率が変化する仕組みになっている。
エッジと、4人衆の内生き残った者の最大5人で攻略する。
ポロム編
マップは1面だけで、内部にいる人々の頼み事を聞いてミッションをこなすもの。こなしたミッションが多いほど、レアアイテム入手の確率が上昇する。
ポロム、カイン（悪カイン）、白魔導師、黒魔導師の4人で攻略する。
ギルバート編
町のようなマップの中でギル（お金）を稼ぐ。最深部の宝箱を開けるにはギルが必要であり、高額な宝箱ほど、レアアイテム入手の確率が上がる。
ギルバート、ハル、衛兵A〜Cの5人で攻略する。
月の民編
ダンジョン自体が2種類あり、ダンジョン1であるアイテムを入手することでダンジョン2に挑戦できる。
趣旨としてはセオドア編やカイン編と同じで強敵が出現するだけだが、マップの通路の位置がランダムに変化することがある。
ゴルベーザ・フースーヤの2人で挑戦する。